# Raymondson Azemard
Raymondson Azemard (ur. 18 sierpnia 1992) – piłkarz z Turks i Caicos grający na pozycji bramkarza, reprezentant Turks i Caicos, grający w reprezentacji w 2011 roku.

## Kariera reprezentacyjna
Raymondson Azemard rozegrał w reprezentacji jedno oficjalne spotkanie podczas eliminacji do MŚ 2014. W tym spotkaniu, jego ekipa u siebie podejmowała drużynę Bahamów. Turks i Caicos przegrało 0-4.

## Mecze w reprezentacji
| Lp. | Data         | Miejsce        | Sędzia główny | Gospodarz      | vs | Gość   | Wynik | Uwagi          |
| --- | ------------ | -------------- | ------------- | -------------- | -- | ------ | ----- | -------------- |
| 1.  | 2 lipca 2011 | Providenciales | Hugo Cruz     | Turks i Caicos | –  | Bahamy | 0:4   | el. do MŚ 2014 |